# مستضی
مستضی(نام کامل وی: أبو محمد الحسن بن یوسف المستضئ بأمر الله) از خلفای عباسی در بغداد بود که از سال ۱۱۷۰ تا ۱۱۸۰ میلادی فرمان راند.

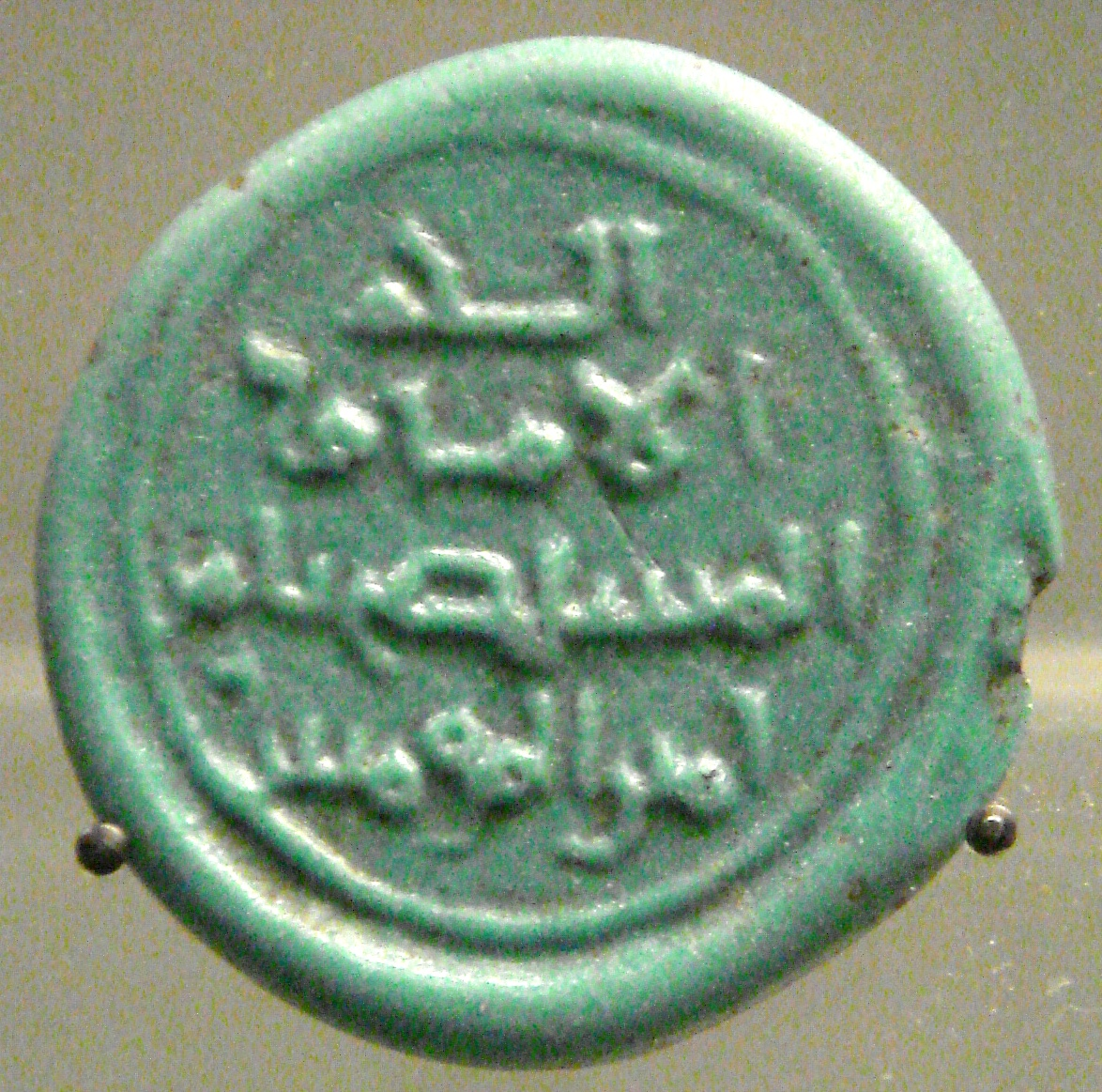

همانند خلیفه پیشین، مستنجد، توانست موقعیت مستقلی برای خود به وجود بیاورد. چنانچه ابن جوزی نوشته‌است، وی مالیاتها را کاهش داد، مساجد بسیاری بنا کرد، و در توسعه علم همت نهاد. در دوران او بود که صلاح الدین ایوبی موفق شد به عمر فاطمیان پایان بخشد، صلاح الدین خود سلطان مصر شد و سلسله ایوبیان را در آنجا بنیان نهاد؛ از سوی دیگر صلاح الدین وفاداری خود را به عباسیان اعلام نمود. در سال ۱۱۸۰، مستضی درگذشت و ابوالعباس احمد ناصر جانشین وی شد.